# Фридерик Гербурт
Фридерик Гербурт (інші імена Фридруш, Фредруш) гербу Павенза, або Гербурт пол. Fryderyk Herburt; пом. 2 серпня 1519, під Сокалем) — польський шляхтич, військовик, королівський придворний, урядник Королівства Польського. Представник роду Гербуртів гербу Павенза сілезького походження.

## Життєпис
Внук Фридруша Павча (1373—1440), син Якуба з Віднева (1460—1498), галицького войського, та його дружини Анни Яричовської з Княгиничів (походять від Влодковичів).
Від 1502 р. був придворним короля. Після смерті червоногродського старости Міхала Язловецького 8 квітня 1511 р. номінований галицьким підкоморієм, однак відмовився від посади. 9 грудня 1517 року вперше згаданий у джерелах як львівським хорунжий. За даними кс. Садока Баронча, посідав уряд бецького каштеляна. Поряд з Якубом Струсем, Пшедзбуром Рудзким відзначився у битвах проти татарських нападників, 1506 року виставив загін зі 130 вершників. Утримував два замки  — в Олеську та Підкамені — очевидно, як сторожові.
Загинув 2 серпня 1519 року у битві під Сокалем, коли знову повернувся до бою..
Був власником (повністю або частин населених пунктів) Руданців, Княгиничів (у «Словнику географічному Королівства Польського…» вказаний як Фридерик з Княгиничів Гербурт), Фельштина, Олеська, Підкаменя, Кукезова (на його прохання король перевів поселення з польського та руського права на німецьке).

### Сім'я
Був одружений із Анною з Олеська (Олеською, 1511—1531), донькою Пйотра Олеського та його дружини Катажини Бучацької, яка привнесла йому маєтності в Олеську та Підкамені як посаг. Мав дітей:
- Ельжбета — дружина: 1) берестейського старости Івана (Яна) Ілінича; 2) крайчого литовського Яна Радзивілла
- Ян Фредруш;[1] 1531 року за погодженням з ним, уже повнолітнім, мати стала опікункою його молодших неповнолітніх братів Кшиштофа і Станіслава[4]
- Кшиштоф
- Станіслав Фредруш[1], галицький хорунжий 1546, дідич Олеська та Підкаменя, дружина — крайчанка коронна Анна Тарло[4].